# Automolis nigricornis
Automolis nigricornis är en fjärilsart som beskrevs av Debauche 1942. Automolis nigricornis ingår i släktet Automolis och familjen björnspinnare. Inga underarter finns listade i Catalogue of Life.